# Petulanos
Petulanos is een geslacht van straalvinnige vissen uit de familie van de kopstaanders (Anostomidae).

## Soorten
- Petulanos intermedius (Winterbottom, 1980)
- Petulanos plicatus (Eigenmann, 1912)
- Petulanos spiloclistron (Winterbottom, 1974)